# Stein Rokkan
Stein Rokkan (4. července 1921, Vågan – 22. července 1979, Bergen) byl norský politolog a sociolog. Byl profesorem srovnávací politologie na University of Bergen.

## Kariéra
Svou kariéru začínal jako asistent Arne Næsse,  který poskytl Rokkanovi filosofický základ, který zúročil později ve svých vlastních pracích. Později působil na Charles Michelsen Institute (CMI), kde se setkával s uznávaným politickým ekonomem Justem Faalandem, se kterým se pokoušeli o obnovu politických věd na CMI. Jejich snahy zahrnovaly například různé výzkumné programy, dodatečné finanční zdroje, atd.
Od roku 1966 přednášel Stein Rokkan na univerzitě v Bergenu komparativní politologii, přičemž právě v době jeho působení zde na univerzitě vznikly jeho nejvýznamnější díla – Teorie Centra a periferie v Evropě, Teorém zmražení nebo Koncept konfliktních linií.
Profesor Rokkan nezůstal pouze u přednášení, v letech 1970–1973 zastával funkci prezidenta Mezinárodní politologické asociace.
Díky svým zásluhám na poli sociologie byl zvolen viceprezidentem Mezinárodní sociologické asociace, v níž působil v letech 1966–1970, a prezidentem Mezinárodní rady sociálních věd, organizace spojené s UNESCO, v letech 1973–1977.
Sám založil Norskou asociaci pro politologii, jíž předsedal v letech 1975 a 1976. Působil také ve funkci vedoucího Norské datové služby pro sociální vědy (1975–79). Kromě toho byl organizátorem mnohých mezinárodních konferencí a je jedním ze zakladatelů současných informačních a statistických služeb v oblasti sociálních věd. Rokkan je také znám jako průkopník využívání počítačových technologií v sociálních vědách.
Rok po jeho smrti (1980) byla Universität in Bergen (UiB) založena katedra komparativní politiky. Od roku 1981 se na katedře politologie pořádá každoročně přednáška k uctění památky Steina Rokkana

### Oblasti zájmu Steina Rokkana
- Důležitou oblasti vědeckých zájmů se pro Rokkana staly volební výzkumy, speciálně volební chování v Norsku. Dosavadní výzkumné postupy, založené na amerických metodách, nebyly podle Rokkana vhodné pro zkoumání této skandinávské země, proto se zaměřil na historické a geografické faktory, které podle něj měly značný na orientaci voličů. S volebními výzkumy souvisí i jeho dobře známý koncept tzv. konfliktních linií (cleavages)[2]
- Rokkan autorem série abstraktních modelů suverénních států a národních útvarů v Evropě. Předložil tzv. “koncepční mapu Evropy” (teorie Evropy), která je založena na spojení metody retrospektivní a metody perspektivní analýzy. Tato teorie je plná politických podstat a zachycuje období několika staletí, tudíž představuje velkolepé schéma na základě dlouhých řad rozvoje.[3]

### Výzkumné centrum Steina Rokkana
Na počest Steina Rokkana bylo 1. ledna 2002 otevřeno Výzkumné centrum v Bergenu. Toto výzkumné centrum vzniklo sloučením Výzkumného centra pro sociální vědy (SEFOS) a Norského centra pro výzkum organizací a managementu (The LOS Centre). Centrum je pod správou Univerzity v Bergenu a zabývá širokou škálou sociálních a kulturních přístupů. 

## Vědecké práce Steina Rokkana

### Koncept konfliktních linií
Za konfliktní linii je považován výsledek jakéhokoliv střetu v politickém měřítku. Jednoduše řečeno, můžeme říci, že konfliktní linie nám od sebe odděluje příznivce a odpůrce dané politické otázky či určité ideologie. Rozdělení do skupin poté úzce souvisí s výběrem a podporou politických stran.
Společně s americkým sociologem Seymourem Martinem Lipsetem uveřejnil Rokkan přelomovou studii této problematiky. Propojením sociologických přístupů se zohledněním historického vývoje ve zkoumaných západních společnostech vznikla tzv. vývojová komparace (developmental comparison[i1] ). Ta zkoumala spojení mezi sektory voličů a stranami. Stranický systém je tedy založen na dlouhodobě trvajících konfliktech ve společnosti a z toho vyplývajících vztahů mezi voliči a stranami.
Struktury konfliktních linií se dělí podle dimenze svého vývoje a to na teritoriální a funkcionální, přičemž vychází ze dvou podkladů – národní  a průmyslové revoluce, které byly příčinami mnoha sociálních změn a rozvrstvení společnosti.
V rámci národní revoluce můžeme pozorovat vývoj státních center, vůči kterým se začaly vymezovat přilehlé regiony (konfliktní linie centrum-periferie). Dále tu máme čím dál větší snahu silněji postaveného státu řídit a kontrolovat do té doby nezávislé církevní struktury (konfliktní linie církev-stát).
Průmyslová revoluce úzce souvisí s procesem industrializace a posílením významu měst vůči venkovu (konfliktní linie město-venkov). Nově vznikající sociální struktury také zapříčinily mnohé společenské konflikty a rozdělení obyvatel (konfliktní linie vlastníci-pracující).
Tyto struktury byly poté přeneseny do struktur politických stran.

### Teorie centra a periferie
Jedním z hlavních problémů, kterými se Rokkan za svůj život zabýval, je otázka diferenciace Evropy a jejích regionů na centra a periferie. S diferenciací starého kontinentu souvisí i otázka následných politických a společenských důsledků. Příkladem může být vývoj politických systémů.
Podle Rokkana je v souvislosti s tématem důležité si uvědomit význam území, územní struktury a vzniku odlišných typů hranic, které oddělují jednotlivá teritoria. Stejně důležitá je potom otázka překračování těchto hranic. Každé teritorium je určeno jak z pohledu geografického, tak z pohledu společenského.

#### Centra
Lze je obecně definovat jako privilegovaná místa, které jsou střediskem politického systému a de facto reprezentují stát jako takový. Nachází se zde také prostor pro uzavírání a podepisování smluv a pro ceremoniály demonstrující národní identitu.
- Ekonomické centrum – obchodní organizace, burzy, průmyslové společnosti apod.
- Kulturní centrum – místa s vysokou koncentrací univerzit, divadel, církevních institucí, atd.
- Vojensko-administrativní centrum – hlavní orgány státní a politické správy (např. ministerstva, parlament)

##### Periferie
Periferiemi jsou nazývány oblasti podřízené autoritě a kontrole centra. U periferií rozlišujeme horizontální rozměr periferiality a vertikální rozměr periferiality. Horizontální rozměr periferiality se zabývá pouze geografickým aspektem periferie, kdežto vertikální rozměr periferiality sleduje sociálně-ekonomické charakteristiky populace periferie. Povahu periferie definují tři základní charakteristiky: vzdálenost, odlišnost a závislost na centru/centrech.

## Vyznamenání
- komtur Řádu svatého Olafa – 1979